# カマトグ
カマトグ（タガログ語: kamatog; 学名: Sympetalandra densiflora）とはフィリピン固有のマメ科の高木の一種である。マレーシアにも分布が見られるような書かれ方をした文献が複数存在するが、これは同属の別種 Sympetalandra unijuga と混同されたためである可能性がある（参照: #分布）。

## 分類
カマトグの模式標本（標本番号: Elmer 9014）は1907年5月にフィリピンのルソン島タヤバス州（Tayabas; 現ケソン州）ルクバン（Lucban）でアメリカ出身の植物学者アドルフ・ダニエル・エドワード・エルマー（Adolph Daniel Edward Elmer）により採取され、同年にエルマー自身により新種 Cynometra densiflora として記載された。その後さらに複数の標本（For. Bur.［Forestry Bureau］ 10272 Curran や For. Bur. 11513 Whitford など）が採取され、1909年8月26日にアメリカの植物学者エルマー・ドリュー・メリルにより Erythrophleum densiflorum と再分類された。このErythrophleum属は当時約6種が属していて、そのほとんどがアフリカやマダガスカル産であり、1種がオーストラリア、1種が中国に見られるという状況であった。1911年にはフランスの植物学者でモンペリエ大学の教授であったルイ・プランション（Louis Planchon）が当時カマトグのものとされていた3つの標本（For. Bur. 10272 Curran、For. Bur. 11513 Whitford、および模式標本である Elmer 9104）を用いて詳細な形態学・解剖学的分析を行い、そこで葉に明瞭な腺が見られることや小葉が対生であることを記した。これらの特徴はErythrophleum属には見られない（参照: Sympetalandra#他属との区別）ものであったため、この時点で分類の見直しを検討することも可能であったが、プランションはそうした結論を導き出すことはなかった。1975年、オランダの植物学者コルネリス・ファン・ステーニスがジャケツイバラ亜科（Caesalpinioideae）の複数属の分類を再検討する論文を発表したが、その際にカマトグはErythrophleum属からSympetalandra属（詳細は当該記事を参照）に組み替えられることとなった。

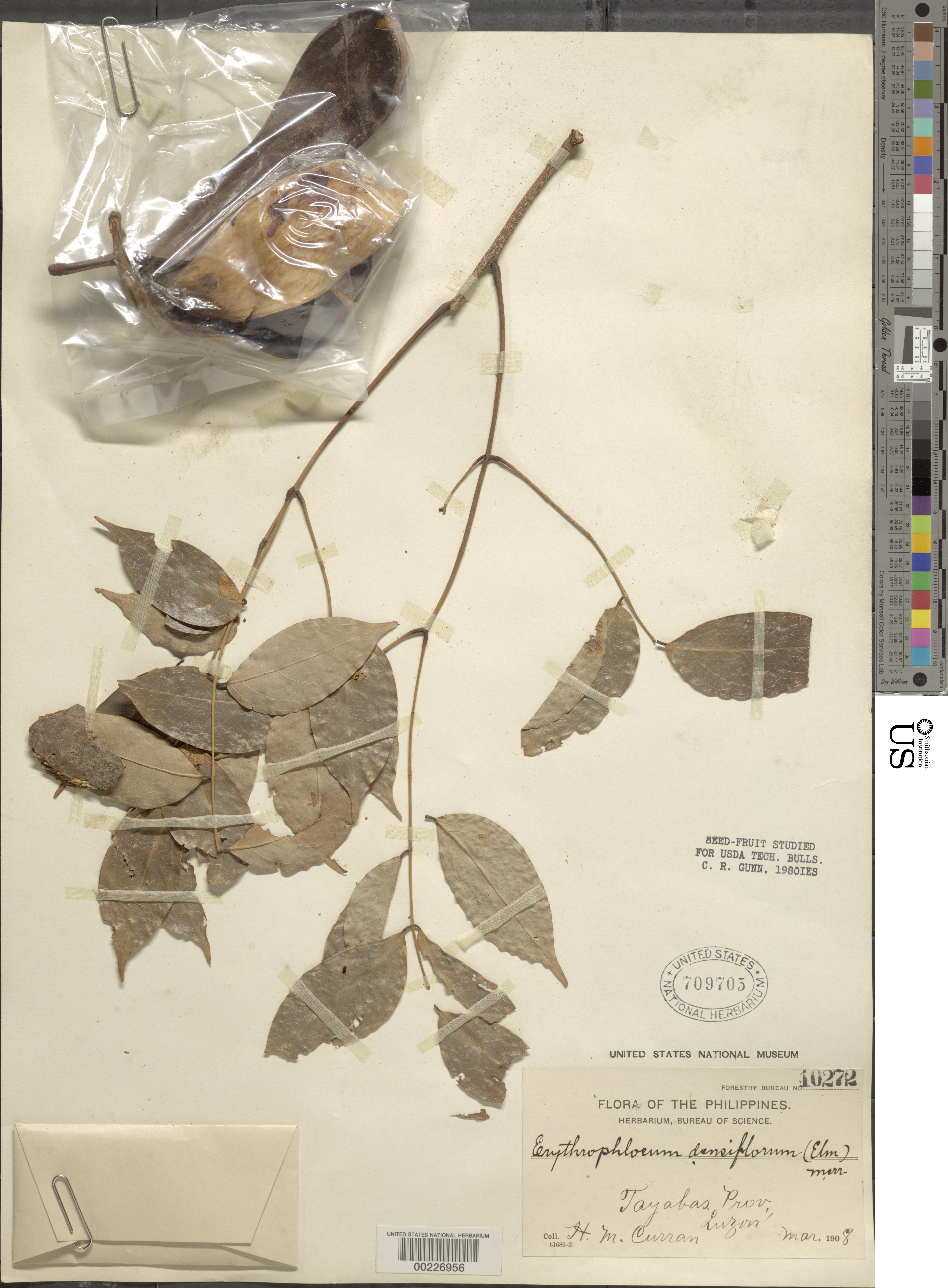
1908年3月にルソン島の現ケソン州で採取された標本、FB［Forestry Bureau］ 10272 Curran (参照: Merrill (1909:267); Planchon (1911); Merril (1923:253); van Steenis (1975:165))。スミソニアン博物館。
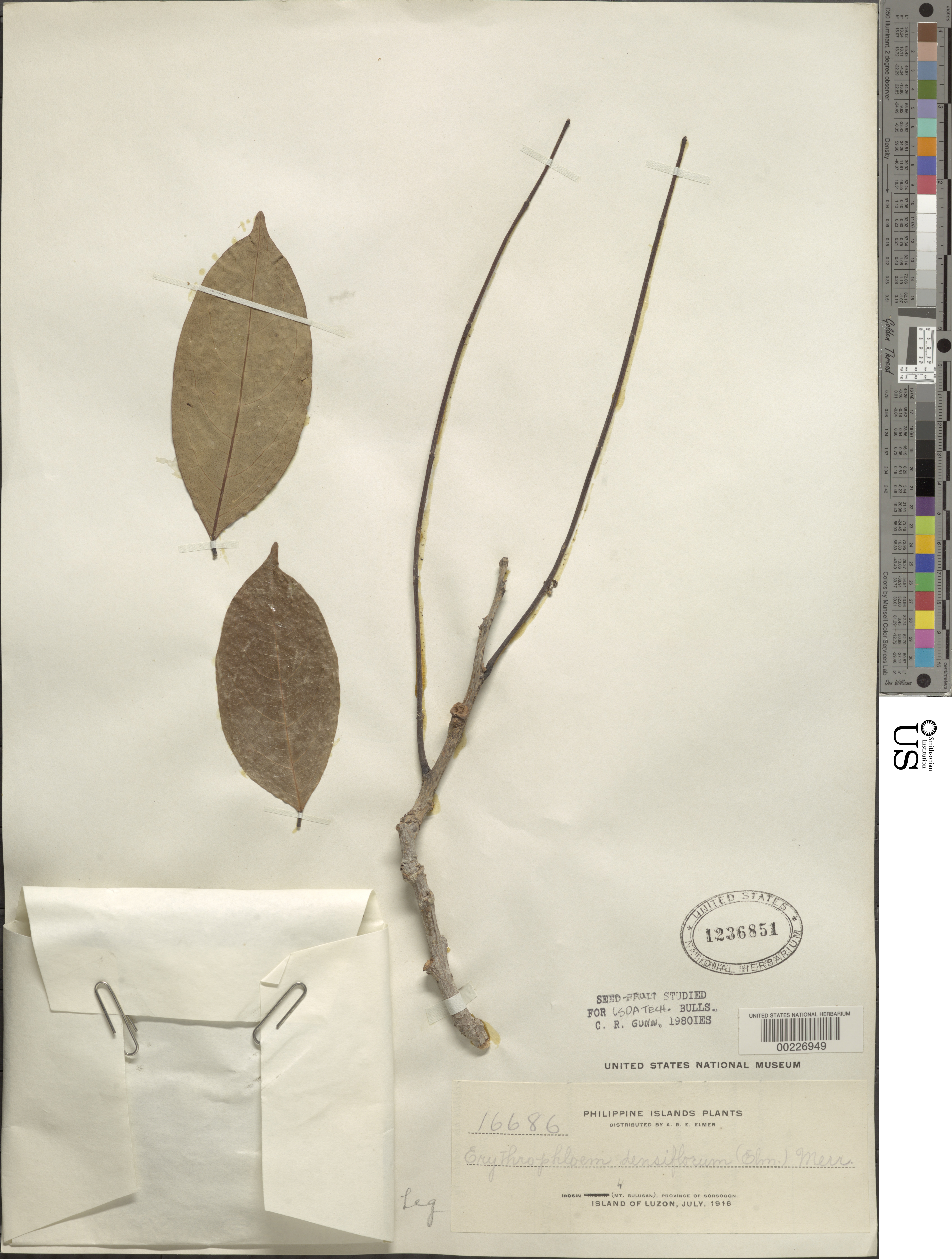
ルソン島ソルソゴン州イロシン (Irosin) ブルサン山で採取された標本、Elmer 16686 (参照: Merrill (1923:253); van Steenis (1975:165))。スミソニアン博物館。
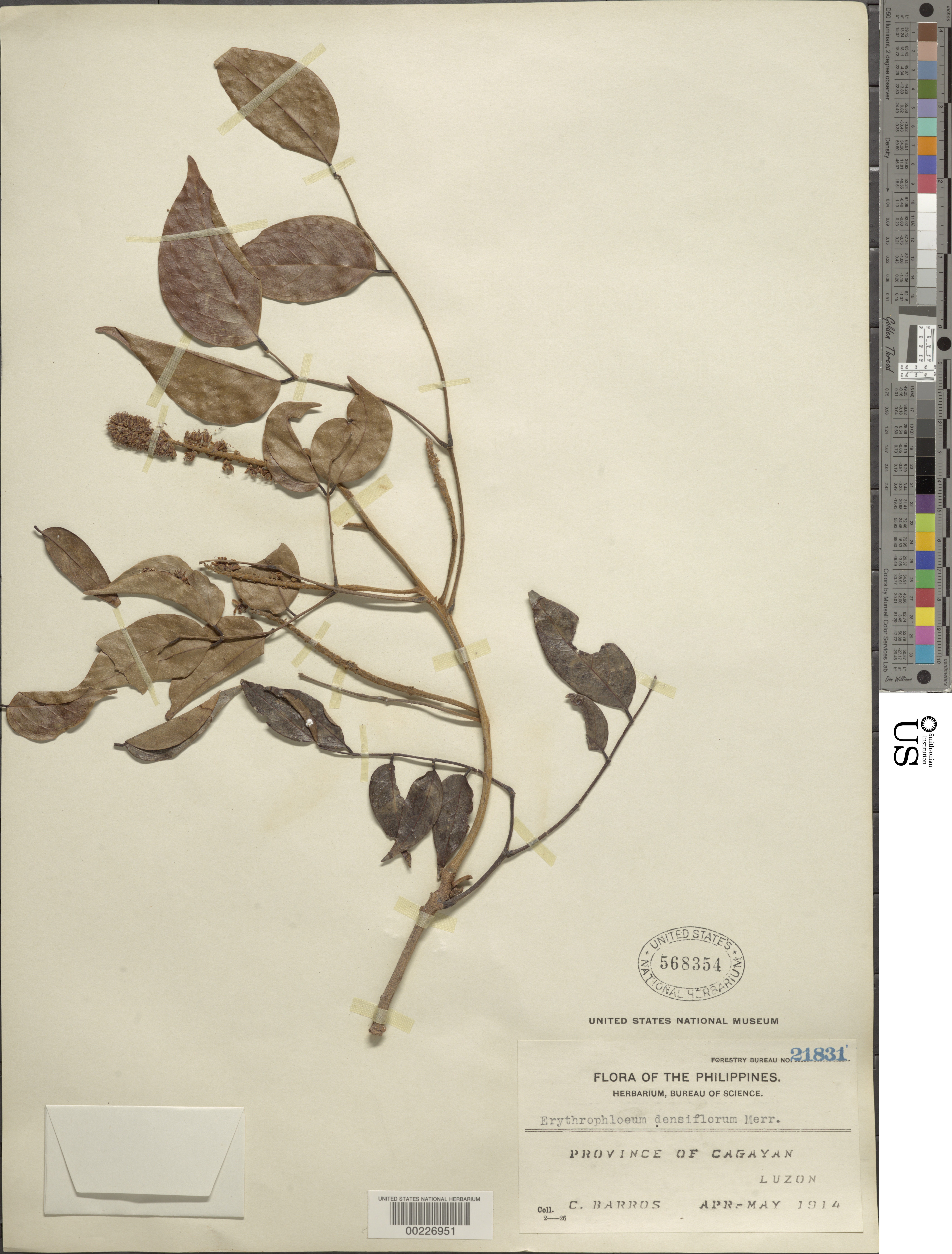
ルソン島カガヤン州で採取された標本、FB 21831 Barros (参照: Merrill (1923:253); van Steenis (1975:165))。スミソニアン博物館。
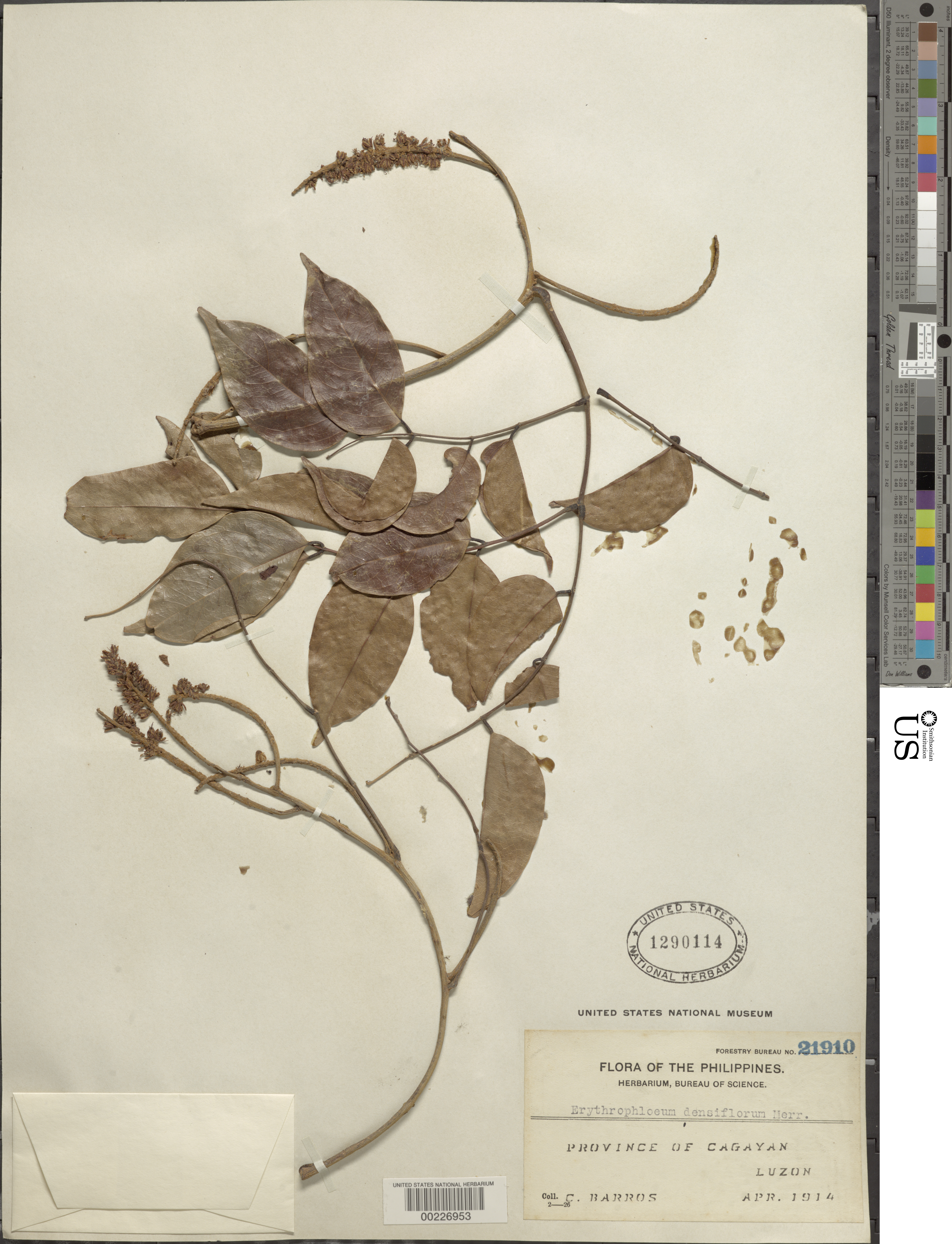
ルソン島カガヤン州で採取された標本、FB 21910 Barros (参照: Merrill (1923:253); van Steenis (1975:165))。スミソニアン博物館。
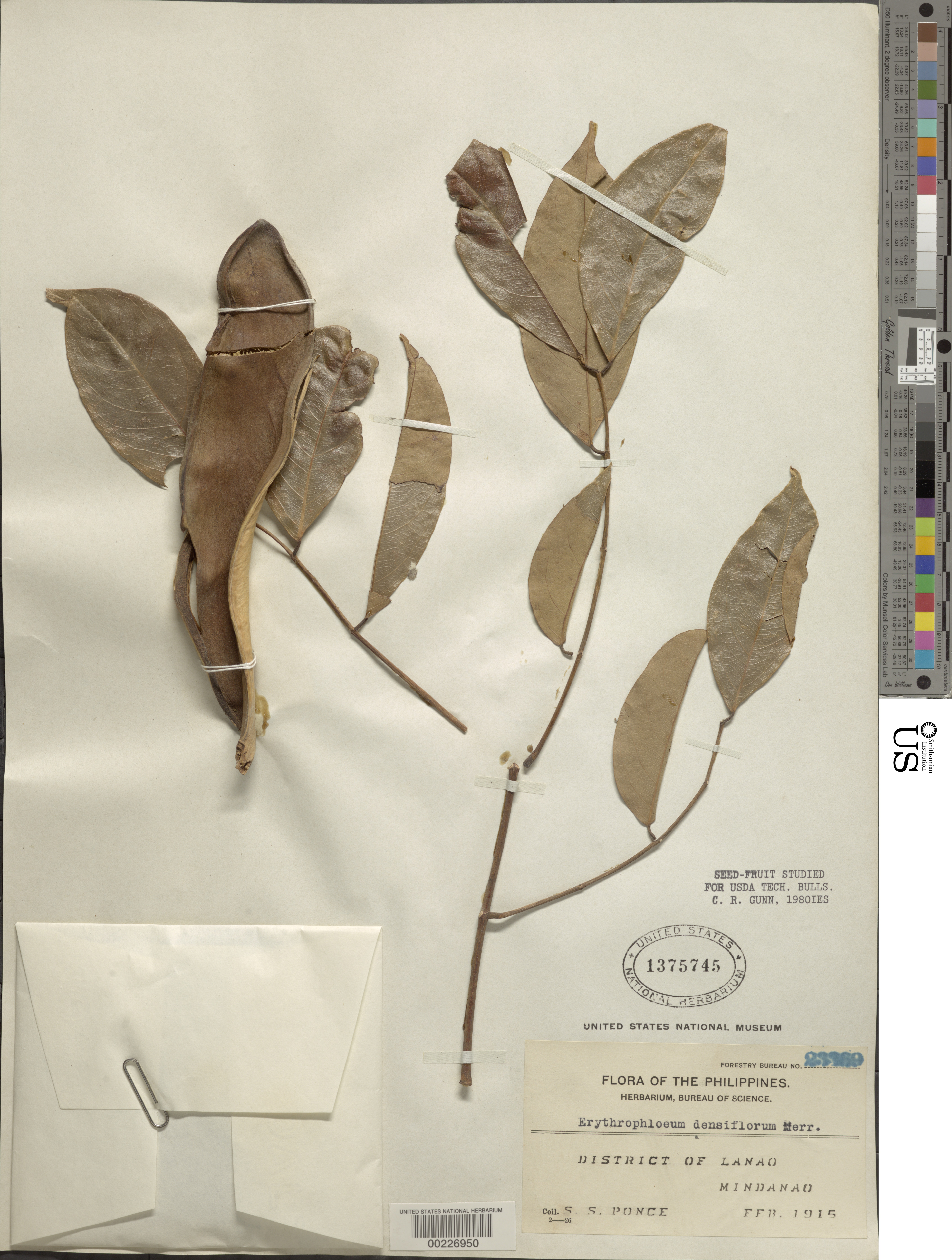
ミンダナオ島ラナオで採取された標本、FB 23369 Ponce (参照: Merrill (1923:253); van Steenis (1975:165))。 スミソニアン博物館。

## 分布
フィリピン固有種であり、さらにその中でもルソン島・サマール島・ミンダナオ島にしか見られない。ボルネオ島サバ州産の標本 Villamil 52 がボルネオの植物を扱う Merrill (1921:295) でカマトグ（当時は Erythrophleum densiflorum として）のものとされて以降フィリピン以外の地域にも分布するという旨の記述が複数の文献で見られるが、その根拠とされた標本 Villamil 52 を van Steenis (1975:163, 164) は直接確認した訳ではないものの、同属の別種 Sympetalandra unijuga のものと判断している。

## 生態
低地から高度500メートル地帯までの森林に見られ、ルソン島のマキリン山（Mt. Makiling）ではまれにしか見られず、比較的低い斜面に繁茂する。

## 特徴
丸みを帯びた樹冠を頂く15-25メートルの高木で、樹幹は直径40-85センチメートルである。樹皮は枝のものは灰色で、小さな側枝のものは小さな褐色の皮目で覆われる。
葉は対生であり、2回羽状複葉で (1) 2 (3) 対、小葉は3-5、通常は4対であり、5-11×1.8-4センチメートルである。
花序は頂生か半頂生で非常に重く、蕾の状態では多肉質で長さ20-30センチメートル、集散状の円錐花序であり、頂生の軸は短めで、大抵の場合最も早く花をつける。花は軟毛の生えた小さな穂に沿って密生して並び、早落性で無柄である。花の色や香りについてはばらつきがあり、サマール島産の標本 PNH 14499 Sulit では「桃色で芳香あり」とされている一方で、マキリン国立公園産の標本（PNH 22898）では「白く無臭」とされている。
萼は杯状で長さ2ミリメートル、繊毛が見られる。
莢は圧縮され木質で裂開性、しばしば倒卵形-長円形でありわずかに不等辺、平行の脈が縫合線に沿って著しい網目-縞模様をなし10-18×3-4.5センチメートル、莢片は厚さ約1ミリメートルである。
胚珠は約4個である。種子は1-4個で円形の場合もあればそうでない場合もあり、圧縮されて直径約3センチメートルである（未熟なものの場合）。

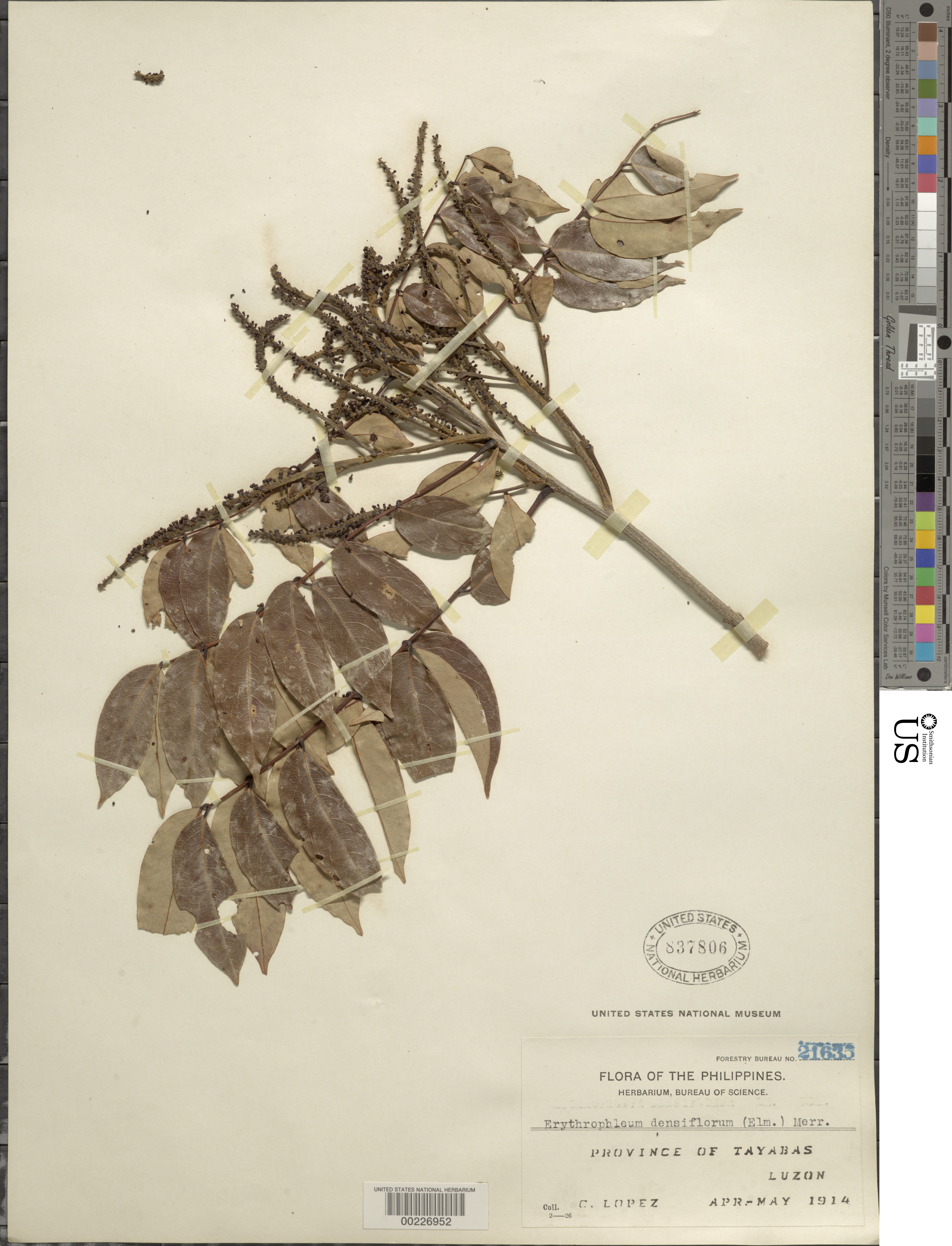
ルソン島産の標本、FB 21635 Lopez (スミソニアン博物館)。Merrill (1923) ではカマトグの標本の一つとされていたが、van Steenis (1975) は同属の別種 Sympetalandra unijuga のものとして挙げている。

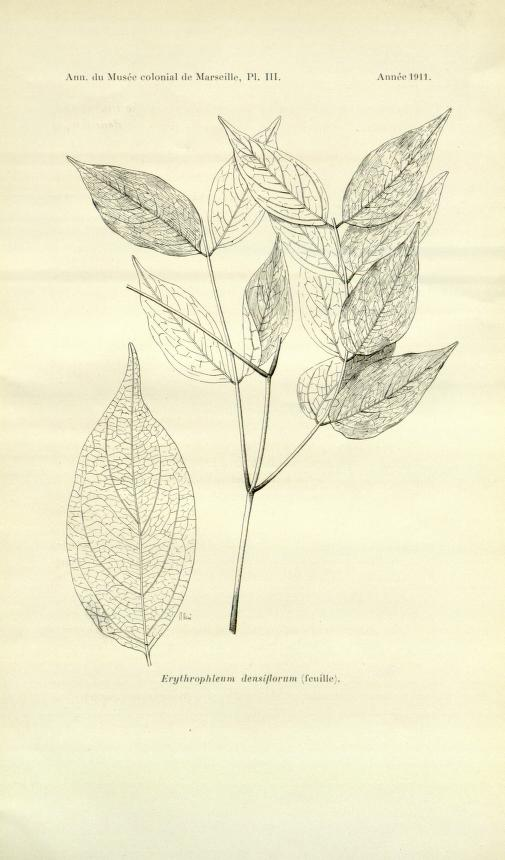
Planchon (1911) より、カマトグ（あるいは Sympetalandra unijuga）の葉の図版。
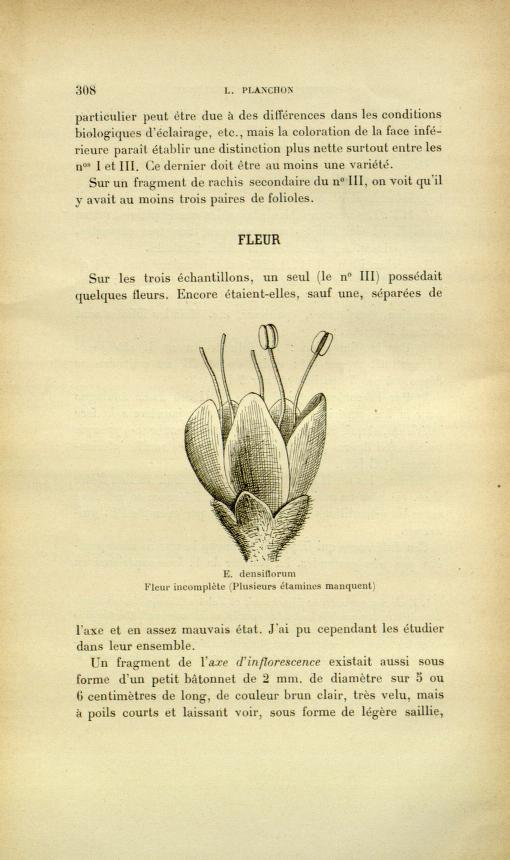
Planchon (1911) より、カマトグ（あるいは S. unijuga）の不完全な花の図版。
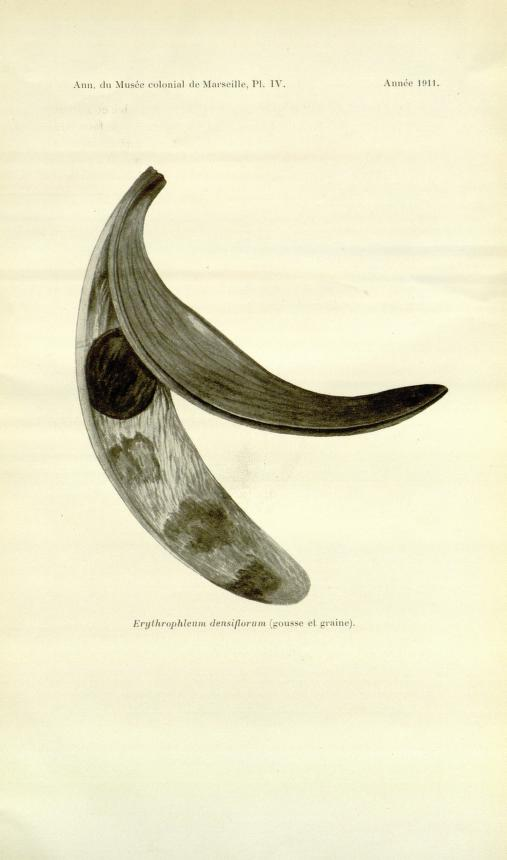
Planchon (1911) より、カマトグ（あるいは S. unijuga）の莢と種子の図版。

同属の別種 Sympetalandra unijuga は近縁種であり、ファン・ステーニスはルソン島産の標本（FB 21635 Lopez）がもし仮に1回羽状複葉のものであったとすれば両者を別種としてではなく、一方をもう一方の亜種として扱っていたことであろうと述べている。両者の相違点は以下の通りである（Sympetalandra#種間の区別も参照）。
|            | 花                                                            | 萼         | 葉        | 莢                                                                                   | 莢片                                                          |
| ---------- | ------------------------------------------------------------- | ---------- | --------- | ------------------------------------------------------------------------------------ | ------------------------------------------------------------- |
| カマトグ   | 無柄                                                          | 繊毛がある | 通常は2対 | （知られている限り）種子の間にくびれは見られず裂開性、10-18×3-4.5センチメートル      | 厚さ約1ミリメートル（ただし course の縫合線はこれよりも厚め） |
| S. unijuga | 小花柄を持ち、先端が関節でつながり、 硬いこぶ状の小花柄を残す | 繊毛はない | 通常は1対 | （知られている限り）種子の間でくびれが見られ非裂開性、15-36×3.5-4(-5) センチメートル | 厚さ2ミリメートル                                             |

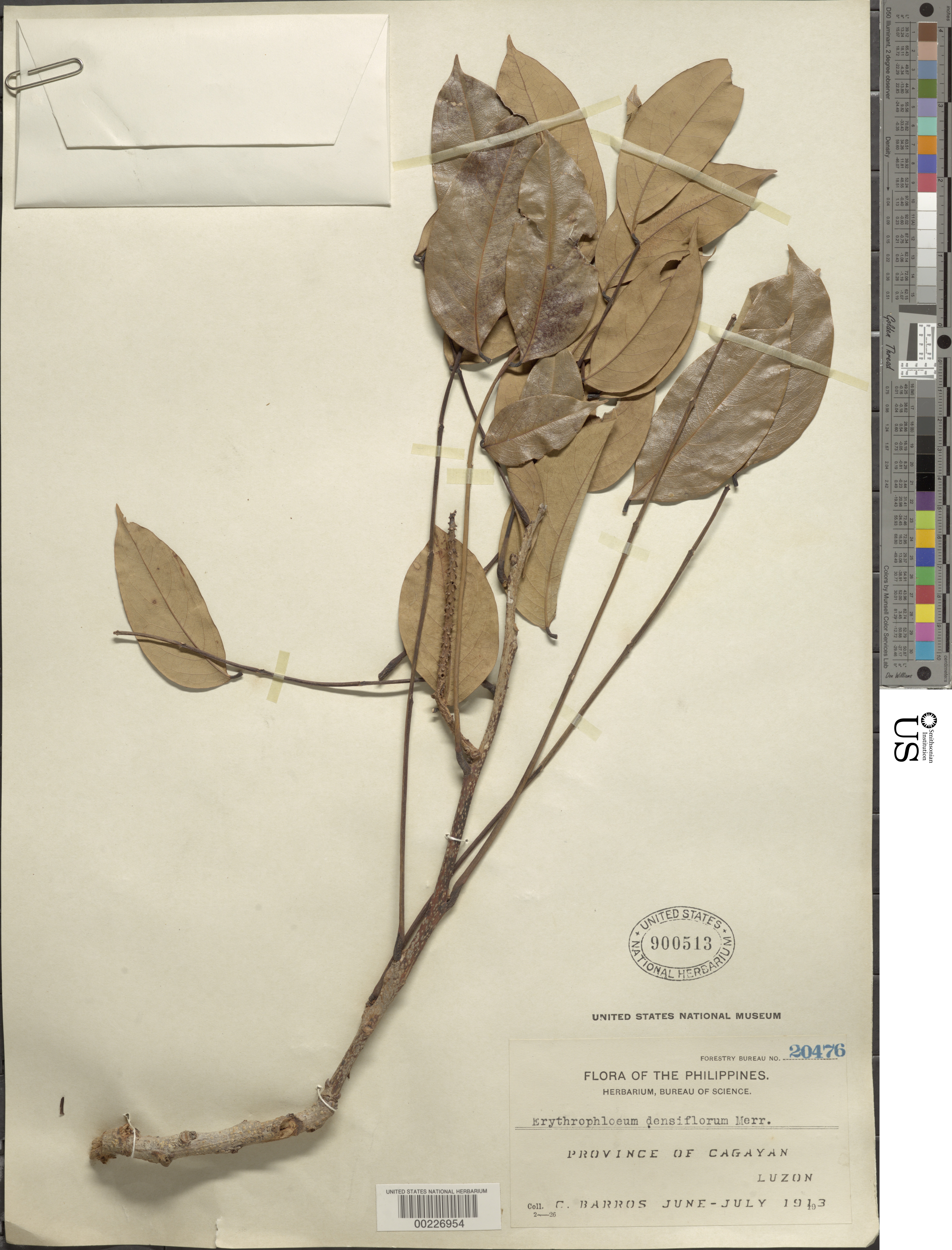
ルソン島カガヤン州産の標本、FB 20476 Barros (スミソニアン博物館)。Merrill (1923) はカマトグの標本の一つとして挙げているが、ファン・ステーニスは疑問視している。

なおメリルは自身の著作において多くの標本を挙げているが、van Steenis (1975:165) によればこれらのうち FB［Forestry Bureau］ 9163・10154・FB 10215 Curran・FB 11513 Whitford（#分類で述べた通り、プランションはこの標本をカマトグのものとして形態分析に用いてしまっている）・12507・FB 17198 Curran・FB 20476 Barros・FB 24260 Bernardo・FB 26262 Bernardo の9種類に関しては本当にカマトグのものであるのか判然とせず、S. unijuga のものが混じっている可能性があるとされる。

## 利用
材は白色で硬く質が良いこともあり、建築（家の柱、梁、継ぎ目、床、天井板）、家具や指物細工に用いられる。

## 保全状況
NEAR THREATENED (IUCN Red List Ver. 3.1 (2001))
カマトグはIUCNレッドリストでは2019年8月23日に評価が行われ、準絶滅危惧とされた。この評価となった根拠は見られる地域がフィリピン国内でも限られていることと、生育環境が悪化（森林開拓や焼畑農業が報告されている）し続けていることである。

## 諸言語における呼称
- イロカノ語: kadir[12]
- タガログ語（フィリピノ語）: kamatog[12][13], baoy[13], batik, kalamátau, taklóban[12]
- ルソン島:
  - イサベラ州: bulisising, kihaulit[13]
  - カガヤン州: abinal, pali, sasal[12]
  - ビコール地方: malabúnan[12]
- マスバテ島など:
  - マスバテ州: malasantol[13]
- ネグロス島: abihal, ngirikngik, salsal[1]
- ミンダナオ島:
  - 北ラナオ州あるいは南ラナオ州: balakbakan[13], pali[1]